# 유외인 (승구후)
유외인(劉外人, ? ~ ?)은 전한 후기의 제후로, 중산정왕의 증손이다.

## 행적
아버지 유덕의 뒤를 이어 승구후(乘丘侯)에 봉해졌다.
원강 4년(기원전 62년), 아들 유시(劉時)와 함께 계모와 간음한 죄로 작위가 박탈되었다.

## 출전
- 반고, 《한서》 권15하 왕자후표 下

| 선대 아버지 승구대후 유덕 | 전한의 승구후 ? ~ 기원전 62년 | 후대 (봉국 폐지) |